# Hypothyris fimbria
Hypothyris fimbria är en fjärilsart som beskrevs av William Chapman Hewitson 1855. Hypothyris fimbria ingår i släktet Hypothyris och familjen praktfjärilar. Inga underarter finns listade i Catalogue of Life.